# Phyllonorycter baldensis
Phyllonorycter baldensis är en fjärilsart som beskrevs av Gerfried Deschka 1986. Phyllonorycter baldensis ingår i släktet guldmalar, och familjen styltmalar.
Artens utbredningsområde är Italien. Inga underarter finns listade i Catalogue of Life.